# Tatort: Exklusiv!
Exklusiv! ist ein Fernsehfilm der ARD und des ORF und wurde vom Norddeutschen Rundfunk (NDR) produziert. Grundlage war der Kriminalroman Ich verkaufe mich exklusiv von Friedhelm Werremeier aus dem Jahr 1968.  Die Erstausstrahlung des Films fand am 26. Oktober 1969 in der ARD statt. Nachträglich wurde der Fernsehfilm in die ARD-Kriminalreihe Tatort eingereiht. Exklusiv! wurde als Episode 9 der Reihe am 11. Juli 1971 ausgestrahlt.

## Handlung
Der Bankfilialleiter Edmund Frank sitzt wegen Mordes an dem Mädchen Utta Grabowski und der Unterschlagung von einer Million D-Mark aus seiner Bank eine lebenslange Freiheitsstrafe ab.
Im Gefängnis erhält er Besuch von seinem Rechtsanwalt und dem Chefredakteur einer Zeitschrift. Mit diesem handelt er die Mithilfe zur Erreichung eines Wiederaufnahmeverfahrens aus, mit dem das Mordurteil gegen ihn aufgehoben werden soll, denn er beteuert in Bezug auf den Mord unschuldig zu sein. Gegen Zahlung von einer halben Million D-Mark will er das Versteck seiner Beute verraten und der Zeitschrift exklusiv seine Geschichte erzählen. Nach der Einigung beginnt er seine Geschichte von Anfang an zu erzählen.
Er lernte in einem Tanzlokal die attraktive Utta Grabowski kennen und begann eine Affäre mit ihr, obwohl er verheiratet war. Er hatte sich ein Ferienhaus gemietet, in dem er sich in Ruhe auf seinen geplanten Coup vorbereiten wollte. Stattdessen verbrachte er die Zeit dort mit der jungen Frau.
Zurück in seiner Bank in Hamburg, erwartete er das Monatsende, um den dann vollen Tresor nach Feierabend zu plündern. Sein Plan gelang und er erbeutete eine Million D-Mark. Diese packte er in einen Alu-Koffer um und gab den Koffer als Gepäckstück für eine Zugfahrt nach Frankfurt auf, fuhr dann aber zum Flughafen und flog nach Paris. Dort verbrachte er eine Nacht und flog dann unter falschem Namen von Paris nach Frankfurt, um die Polizei auf eine falsche Fährte bezüglich des Verbleibs der Beute zu bringen.
In Frankfurt nahm Frank den Koffer entgegen und vergrub ihn in einem Waldstück. Unmittelbar danach flog er wieder mit falschem Pass zurück nach Paris, um seinen Aufenthalt in Frankfurt und den Verbleib der Beute zu kaschieren.
Zu seiner großen Überraschung wartete in Paris nicht nur die Polizei auf ihn (dieser wollte er sich stellen, da er wusste, dass er nur bis zu fünf Jahren Haft zu erwarten hat, und danach das Geld für sich hätte), sondern auch Utta Grabowski.
Sie hatte den Zettel mit der Adresse seiner Pariser Pension aufgefunden, den er als falsche Fährte für die Polizei im Ferienhaus zurückgelassen hatte, in dem sie gemeinsam ihre Affäre verlebt hatten. Nun wollte sie mit ihm zusammen und seiner Beute, die sie noch bei ihm vermutete, flüchten. Er versucht vergeblich, sie abzuschütteln.
Als sie den Koffer, in dem sie das Geld vermutete, als Pfand behalten wollte, kam es zu einem Handgemenge zwischen den beiden, bei dem sie über die Brüstung einer Brücke fiel und tödlich auf ein kleines mit Steinen gesäumtes Bachbett stürzte.
Frank packte die Leiche in den Kofferraum, fuhr sie in ein anderes Waldstück und vergrub sie dort, möglicherweise bei noch lebendigem Leibe, denn sie schien noch kurz Lebenszeichen von sich zu geben, was ihn kurz innehalten und überlegen ließ, ob er ihr mit dem Spaten den Rest geben sollte. Dann verbrannte er Uttas Kleidung und die Tasche, in der er das Geld aus der Bank verbracht hatte.
Zurück in seiner Pension „vertraute“ er sich dem Portier an, schilderte ihm seine Veruntreuung und behauptete, dass Trickdiebe ihm die Beute wieder abgenommen hätten. Frank gab vor, reuig zu sein. Der Portier schlug Frank vor, sich der Deutschen Botschaft zu stellen, wozu er sich auch bereit fand. Bevor er nach Deutschland überstellt wurde, täuschte Frank in der Pariser Botschaft noch einen Selbstmordversuch vor.
Zurück in Hamburg sagte der ermittelnde Kriminalhauptkommissar Trimmel ihm auf den Kopf zu, dass er ihm seinen Selbstmordversuch nicht abnehme und befragte Frank zu Utta Grabowski, die er verdächtigte Franks Komplizin zu sein. Frank gab vor, sie nicht zu kennen, musste aber schließlich seine Bekanntschaft und Affäre mit ihr eingestehen. Trimmel konfrontierte Frank dann damit, dass Utta Grabowski ebenfalls in Paris war, konnte aber nicht nachweisen, dass die beiden sich dort wirklich getroffen haben.
Unterdessen wurde die Leiche von Utta Grabowski von Beerensuchern gefunden und konnte identifiziert werden.
In der Gerichtsverhandlung konnte Frank anhand von Indizien nachgewiesen werden, dass er am Fundort der Leiche war und er sie somit dort vergraben haben muss. Er wurde daher wegen Mordes zu lebenslanger Freiheitsstrafe verurteilt.
Im Büro hört der Chefredakteur amüsiert das Geständnis Franks mit dessen Schlusswort an, dass er Utta Grabowski geliebt habe. In einer erneuten Rückblende wird gezeigt, wie der Chefredakteur tatsächlich die Beute von Frank findet. Er veröffentlicht die Story und kann mit neuen Indizien nachweisen, dass der Tod an Utta Grabowski kein Mord, sondern ein Unfall war.
Allerdings schreibt der Chefredakteur in seinem letzten Absatz, dass Frank 250.000 Mark an das Rote Kreuz spendet. Frank kann dies nicht verhindern, da der Chefredakteur die Zahlung des Honorars auf ewig hinauszögern könnte, da die Summe erst nach Abschluss des letzten Interviews fällig ist und ihn dieser ewig interviewen könnte. Frank muss also diesen Deal zähneknirschend akzeptieren und einräumen, dass er bei Verzicht auf seinen Bankraub in wenigen Jahren ebenso viel „verdient“ hätte wie das, was durch seine kriminellen Machenschaften schließlich für ihn übrig blieb.

## Kritik
Der Evangelische Film-Beobachter kommt zu folgendem Schluss: „Allzu drastische Spekulation auf Crime und Sex und die Unbedenklichkeit, mit der hier ‚moralisiert‘ wird, machen es trotz aller schauspielerischen Qualitäten und trotz aller technischen Perfektion schwer, den Film zu empfehlen.“

## Einschaltquote
Die zweite Ausstrahlung von Exklusiv! am 11. Juli 1971 erreichte in Deutschland einen Marktanteil von 42,0 Prozent für Das Erste. Die Erstausstrahlung erfolgte bereits 1969 außerhalb der Fernsehreihe.